# Dżuldżag
Dżuldżag (ros. Джульджаг) – wieś w Rosji, w Dagestanie, w rejonie tabasarańskim. W 2010 liczyła 715 mieszkańców, głównie Tabasaranów.